# Lételon
 Lételon  là một xã ở tỉnh Allier thuộc miền trung nước Pháp.